# 27 martie
ianuarie • februarie • martie  • aprilie  • mai  • iunie  • iulie  • august  • septembrie  • octombrie  • noiembrie  • decembrie
27 martie este a 86-a zi a calendarului gregorian și ziua a 87-a în anii bisecți. Mai sunt 279 de zile până la sfârșitul anului.

## Evenimente

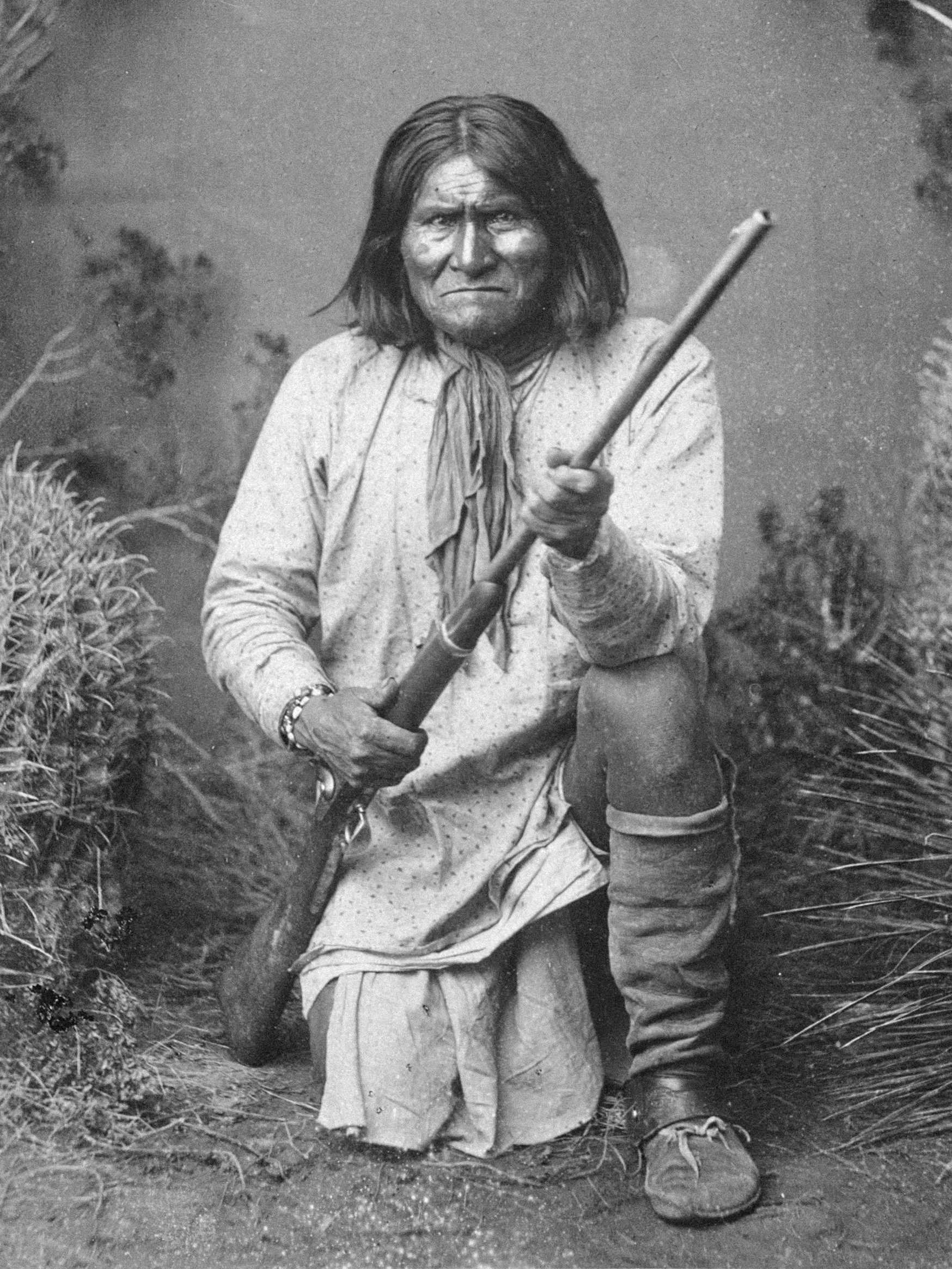
1886: Liderul apaș Geronimo se predă armatei americane; se încheie faza principală a războaielor apașe.

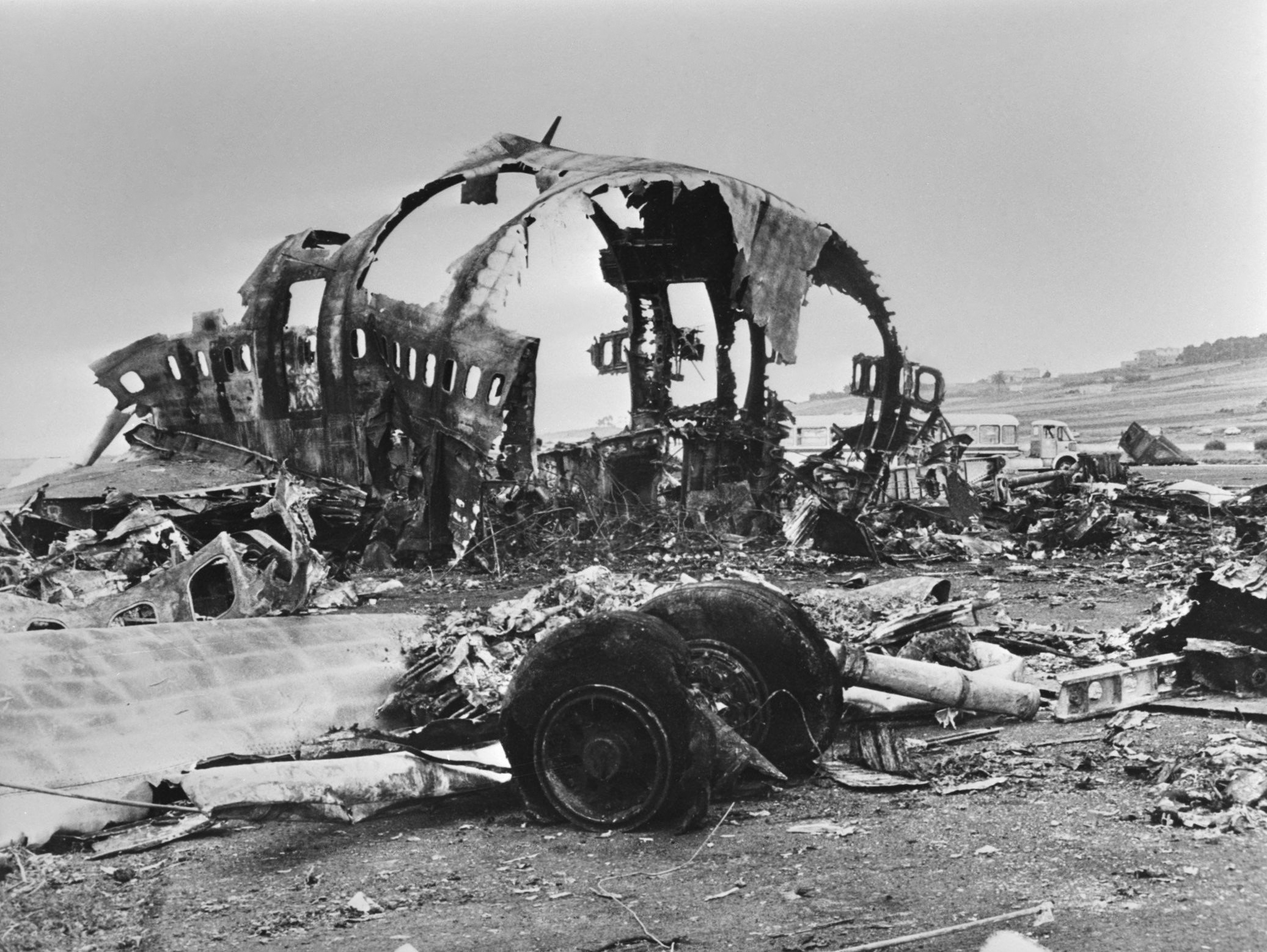
1977: Catastrofa aeriană de pe Aeroportul Los Rodeos

- 1446: Franța: S-a emis o ordonanță regală, care a plasat Universitatea sub jurisdicția Parlamentului.
- 1513: Exploratorul spaniol Juan Ponce de León este primul european care a văzut Florida, despre care crede că este o insulă.[1]
- 1625: Carol I devine rege al Angliei, Scoției și Irlandei și revendică titlul de rege al Franței.
- 1697: Sinodul de la Alba Iulia, convocat de mitropolitul Teofil, a adoptat Unirea cu Roma, act care a pus bazele Bisericii Române Unite cu Roma.
- 1703: Rusia: Împăratul Petru cel Mare a fondat orașul Sankt Petersburg.
- 1849: Adunarea Națională a Germaniei întrunită în Biserica Sfântul Paul din Frankfurt adoptă, în contextul Revoluției Germane de la 1848/49, „Constituția de la Paulskirche” (Paulskirchenverfassung), prima constituție democratică din Germania.
- 1850: Primul număr al revistei săptămânale Household Words, de Charles Dickens a fost publicat la Londra.
- 1886: Celebrul luptător apaș, Geronimo, se predă armatei americane; se încheie faza principală a războaielor apașe.
- 1899: Guglielmo Marconi a realizat prima legătură telegrafică fără fir între Anglia și Franța.
- 1907: Aflat la Paris, Constantin Brâncuși, ucenic al sculptorului August Rodin, a hotărât să părăsească atelierul acestuia, rostind celebrele cuvinte: “Sub umbra unui stejar nu poate crește decât iarbă”. Tot din acel an, Brâncuși a renunțat la modelajul tradițional, lucrând direct în piatră.
- 1914: A fost fondat Comitetul Olimpic Român, recunoscut în același an de Comitetul Internațional Olimpic.
- 1918: Unirea Republicii Democratice Moldovenești (Basarabia) cu România, prin decizia Sfatului Țării; acesta a fost începutul procesului de formare a României Mari.
- 1933: Japonia a părăsit Liga Națiunilor.
- 1958: Nikita Hrușciov devine președinte al Consiliului de Miniștri al Uniunii Sovietice.
- 1977: Catastrofa aeriană de pe Aeroportul Los Rodeos: În condiții de ceață densă, în timp ce una un avion Boeing 747 staționa pe pistă, o altă aeronavă Boeing a vrut să decoleze și a intrat în plin în avionul care stătea pe loc. Din cele 644 de persoane aflate la bordul ambelor avioane, 583 au murit și doar 61 au supraviețuit. Este considerat cel mai grav accident din istoria aviației civile, cu cel mai mare număr de victime.[2]
- 1990:  Organizația Studenților din Universitatea de Vest Timișoara (OSUT) și-a câstigat personalitatea juridică, având ca scop reprezentarea și apărarea intereselor studenților din Universitatea de Vest din Timișoara.
- 1993: Jiang Zemin a devenit președinte al Republicii Populare Chineze.
- 1994: La alegerile parlamentare din Italia, Partidul Forza Italia a lui Silvio Berlusconi a devenit o forță dominantă, care i-a permis să-și formeze un guvern de centru-dreapta.
- 2020: Macedonia de Nord devine cel de-al 30-lea stat membru al NATO.

## Nașteri
- 0972: Regele Robert al II-lea al Franței (d. 1031)
- 1785: Regele Ludovic al XVII-lea al Franței (d. 1795)
- 1797: Alfred Victor de Vigny, scriitor francez (d. 1863)
- 1784: Sándor Kőrösi Csoma, filolog secui (d. 1842)
- 1845: Wilhelm Conrad Röntgen, fizician german, laureat al Premiului Nobel (d. 1923)
- 1871: Heinrich Mann, scriitor german (d. 1950)
- 1883: Marie-Renée Ucciani, pictoriță și sculptoriță franceză (d. 1963)
- 1888: Alexei Mateevici, scriitor român basarabean (d. 1917)
- 1899: Gloria Swanson, actriță americană (d. 1983)
- 1901: Eisaku Sato, politician japonez, laureat al Premiului Nobel (d. 1975)
- 1908: Șerban Țițeica, fizician român, membru al Academiei Române (d. 1985)

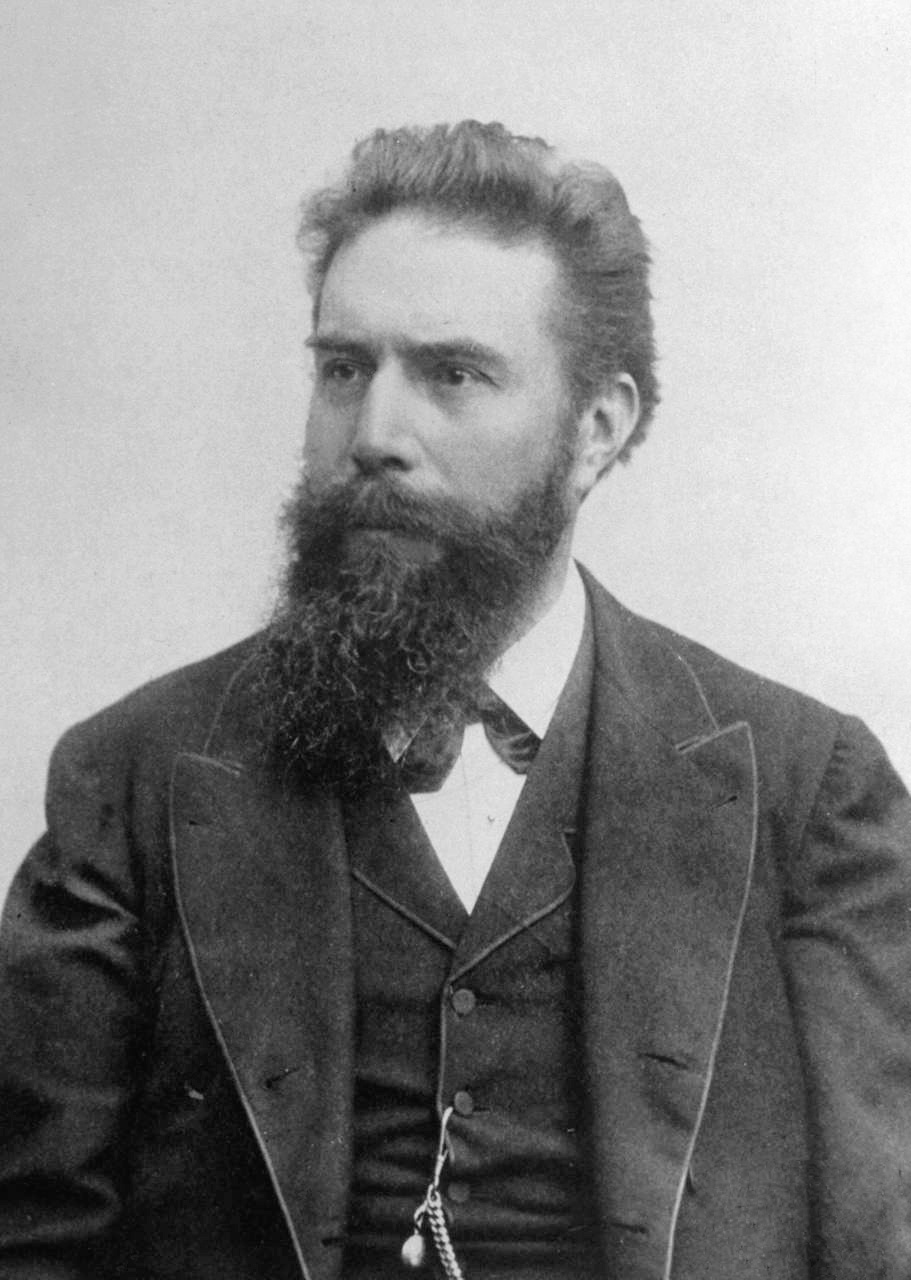
Wilhelm Conrad Röntgen, fizician german, laureat Nobel
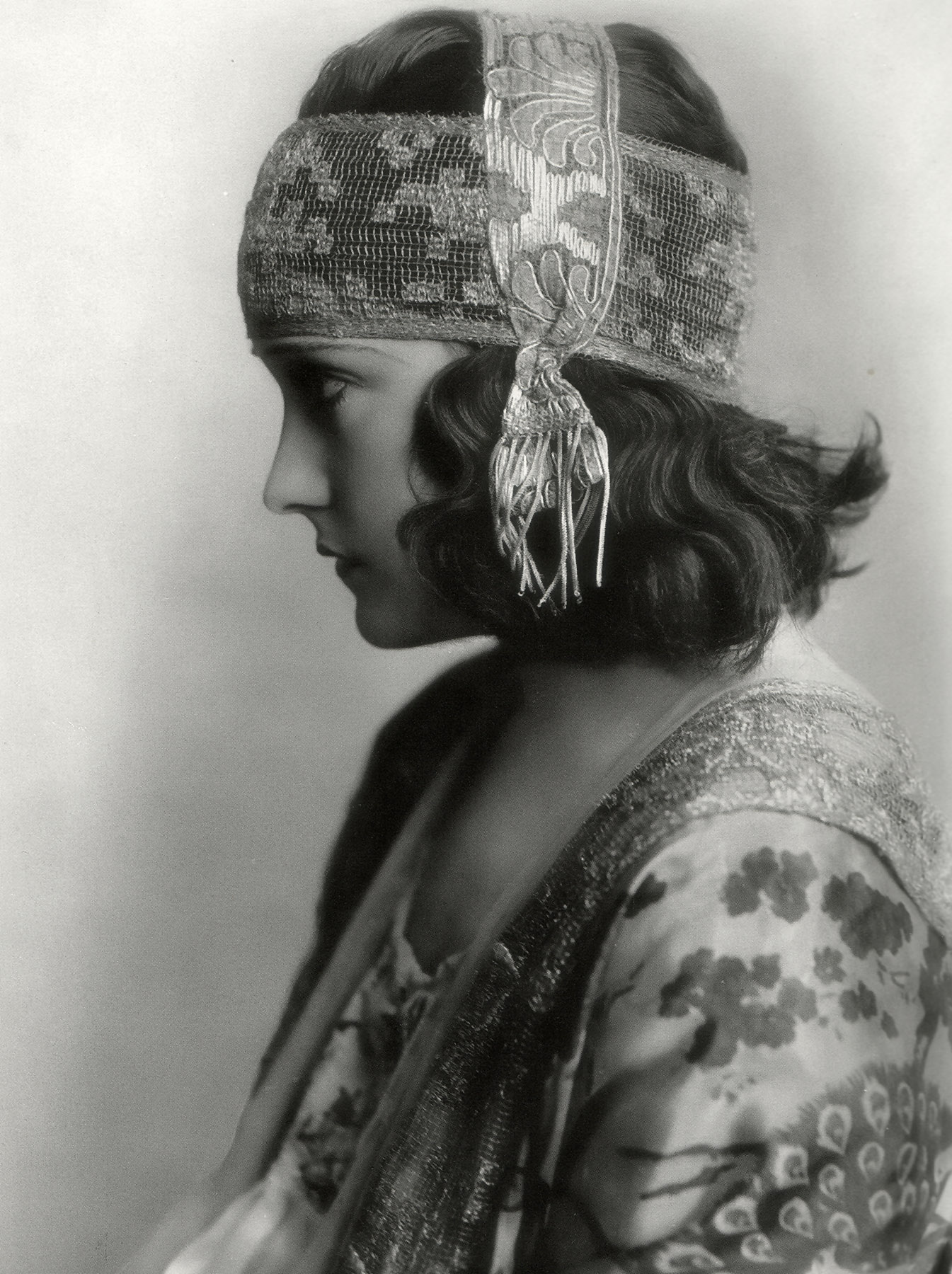
Gloria Swanson, actriță americană
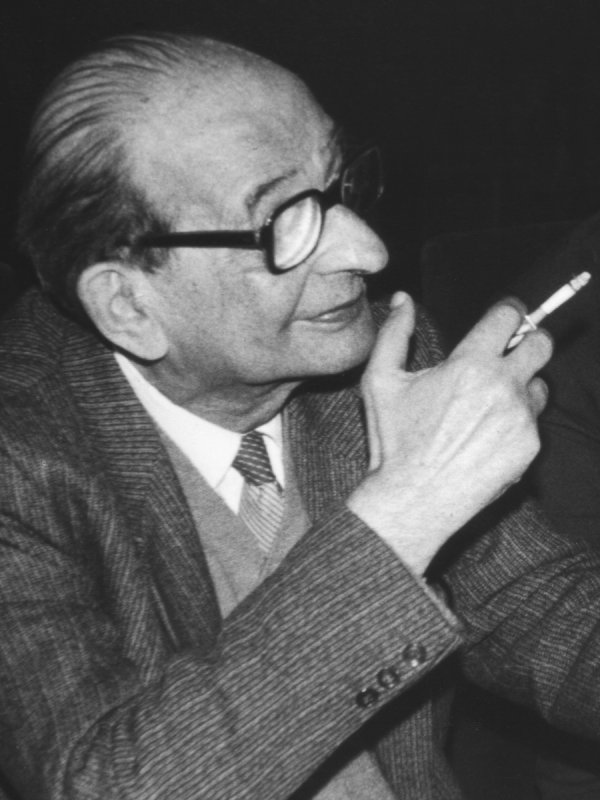
Șerban Țițeica, fizician român

- 1912: James Callaghan, prim-ministru al Regatului Unit (d. 2005)
- 1923: Nobuo Kaneko, actor japonez (d. 1995)
- 1931: Virgiliu N. Constantinescu, inginer român, membru și președinte al Academiei Române (d. 2009)
- 1935: Abelardo Castillo, scriitor argentinian (d. 2017)
- 1940: Traian Stănescu, actor român (d. 2022)
- 1942: Michael York, actor britanic
- 1942: Olga Bucătaru, actriță română de film, radio, televiziune, scenă și voce (d. 2020)
- 1943: Nicolae Pescaru, fotbalist român (d. 2019)
- 1950: Tony Banks, muzician englez (Genesis)
- 1951: Marielle de Sarnez, politiciană franceză (d. 2021)
- 1952: Gheorghe Tadici, antrenor român de handbal
- 1953: George Copos, om de afaceri, politician român

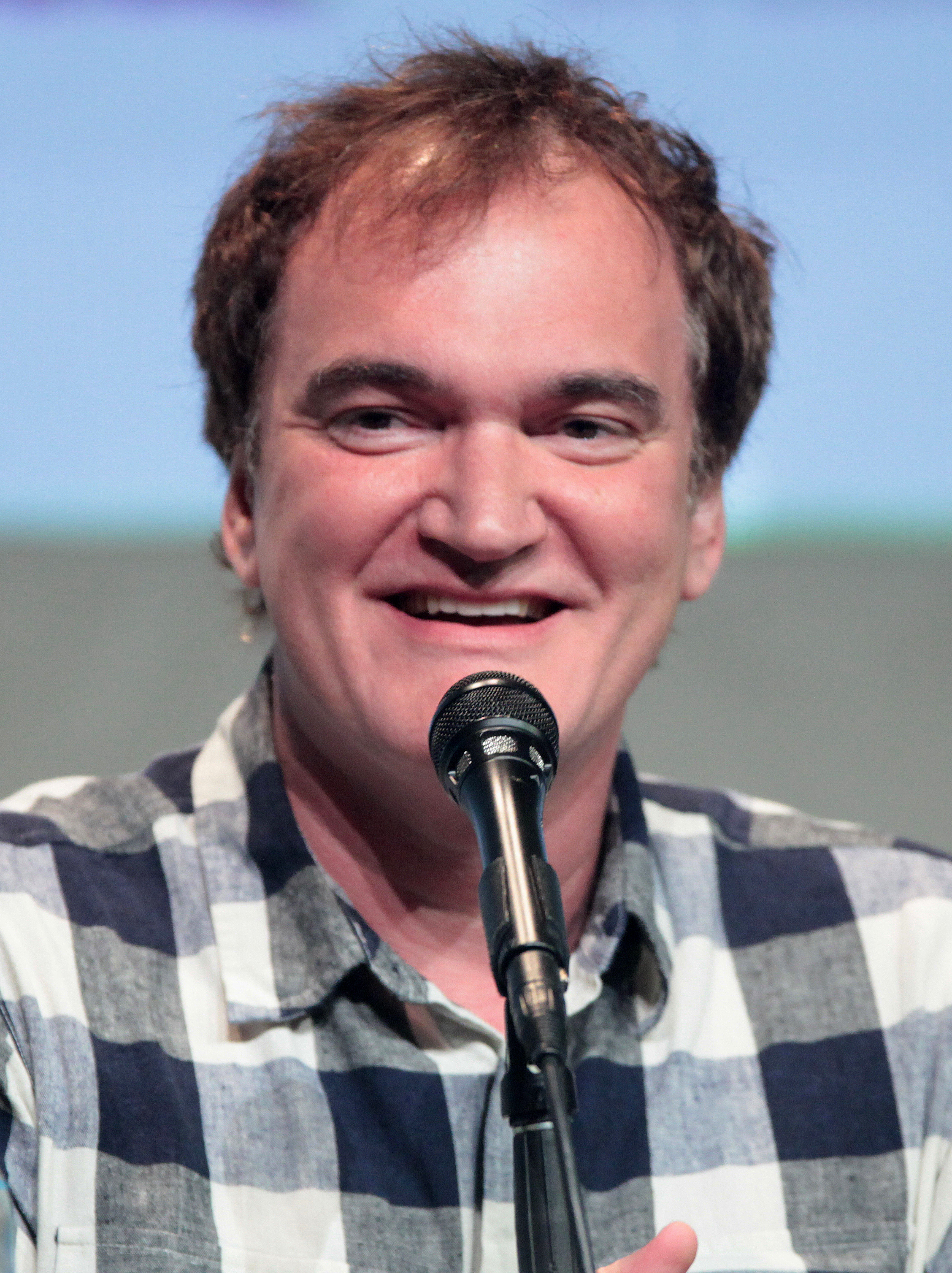
Quentin Tarantino, regizor american
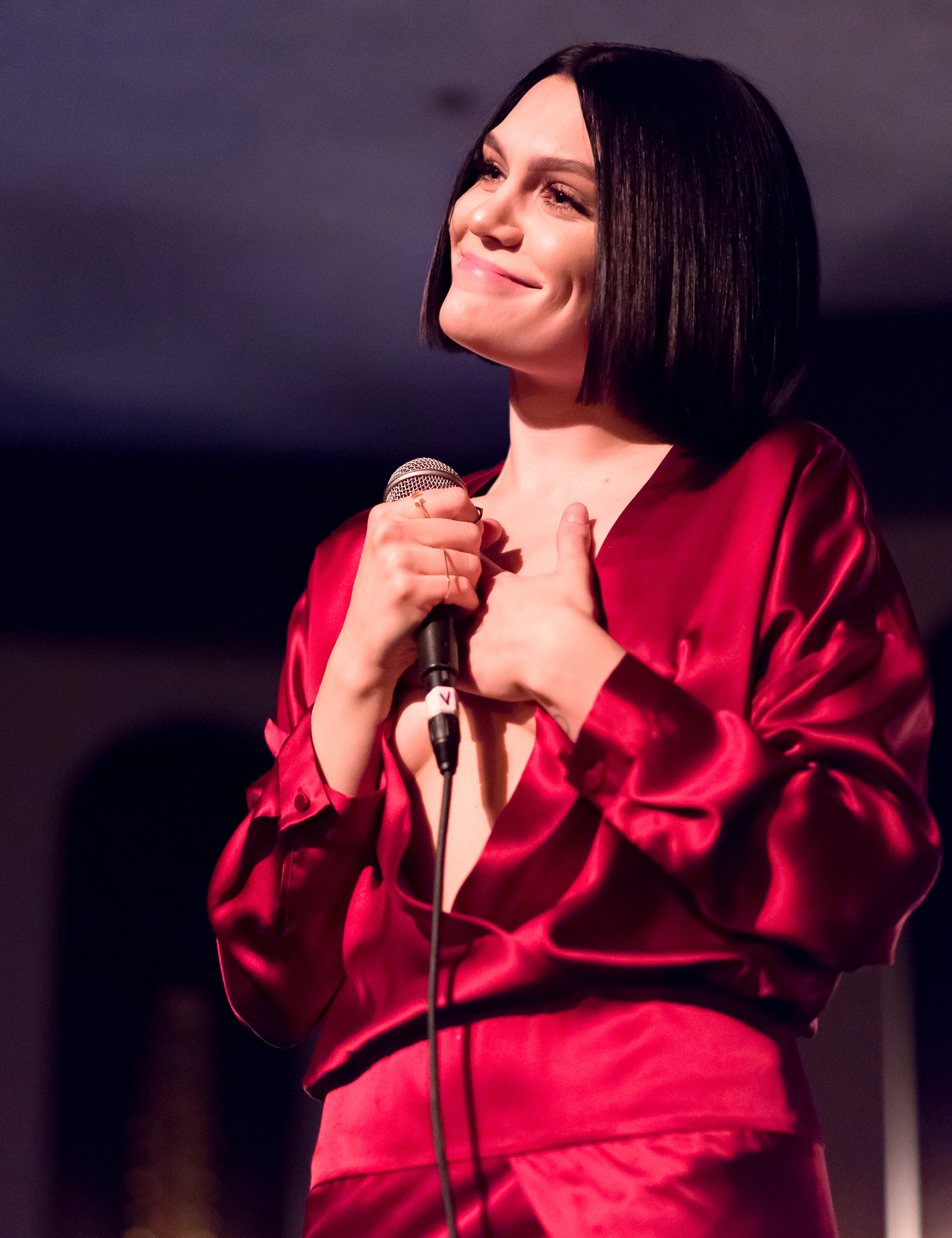
Jessie J, cântăreață britanică

- 1953: Ecaterina Nazare, actriță română
- 1956: Floarea Calotă, solistă română de muzică populară
- 1961: Christian Ntsay, politician malgaș, prim-ministru al Madagascarului
- 1963: Quentin Tarantino, regizor american
- 1964: Kad Merad, actor, umorist și scenarist franco-algerian
- 1968: Cristian Bădiliță, teolog, eseist, traducător român
- 1969: Mariah Carey, cântăreață, compozitoare, producător și actriță americană
- 1970: Gaia Zucchi, actriță italiană
- 1971: David Coulthard,  pilot soțian de Formula 1
- 1975: Fergie, cântăreață pop americană (The Black Eyed Peas și Wild Orchid)
- 1976: Roberta Anastase, politician român
- 1981: Cacau, fotbalist german de origine braziliană
- 1981: Brenda Song, actriță americană
- 1986: Manuel Neuer, fotbalist german
- 1988: Jessie J, cântăreață britanică

## Decese
- 1378: Papa Grigore al XI-lea (n. cca. 1336)
- 1462: Vasili al II-lea, Mare Cneaz al Moscovei (n. 1415)
- 1482: Maria de Burgundia (n. 1457)
- 1613: Sigismund Báthory, principe al Ardealului (n. 1573)
- 1615: Margareta de Valois, regină a Franței și Navarrei, soția lui Henric al IV-lea (n. 1553)
- 1625: Regele Iacob I al Angliei (n. 1566)
- 1770: Giovanni Battista Tiepolo, artist italian (n. 1696)
- 1854: Carol al III-lea, Duce de Parma (n. 1823)
- 1875: Edgar Quinet, istoric francez (n. 1803)

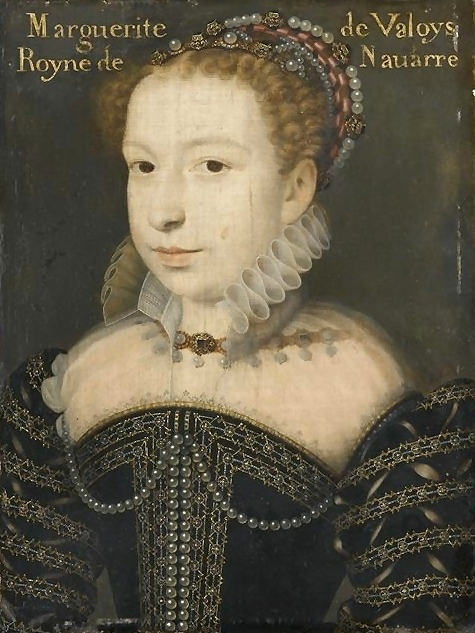
Margareta de Valois, regină a Franței și Navarrei
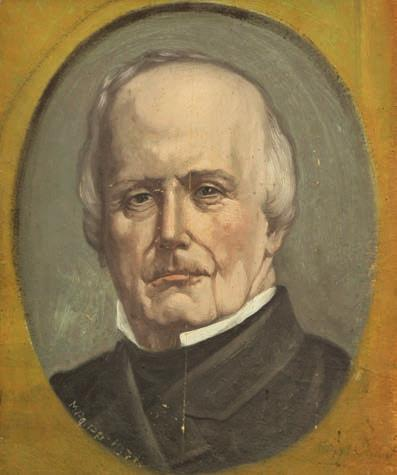
Edgar Quinet, istoric francez
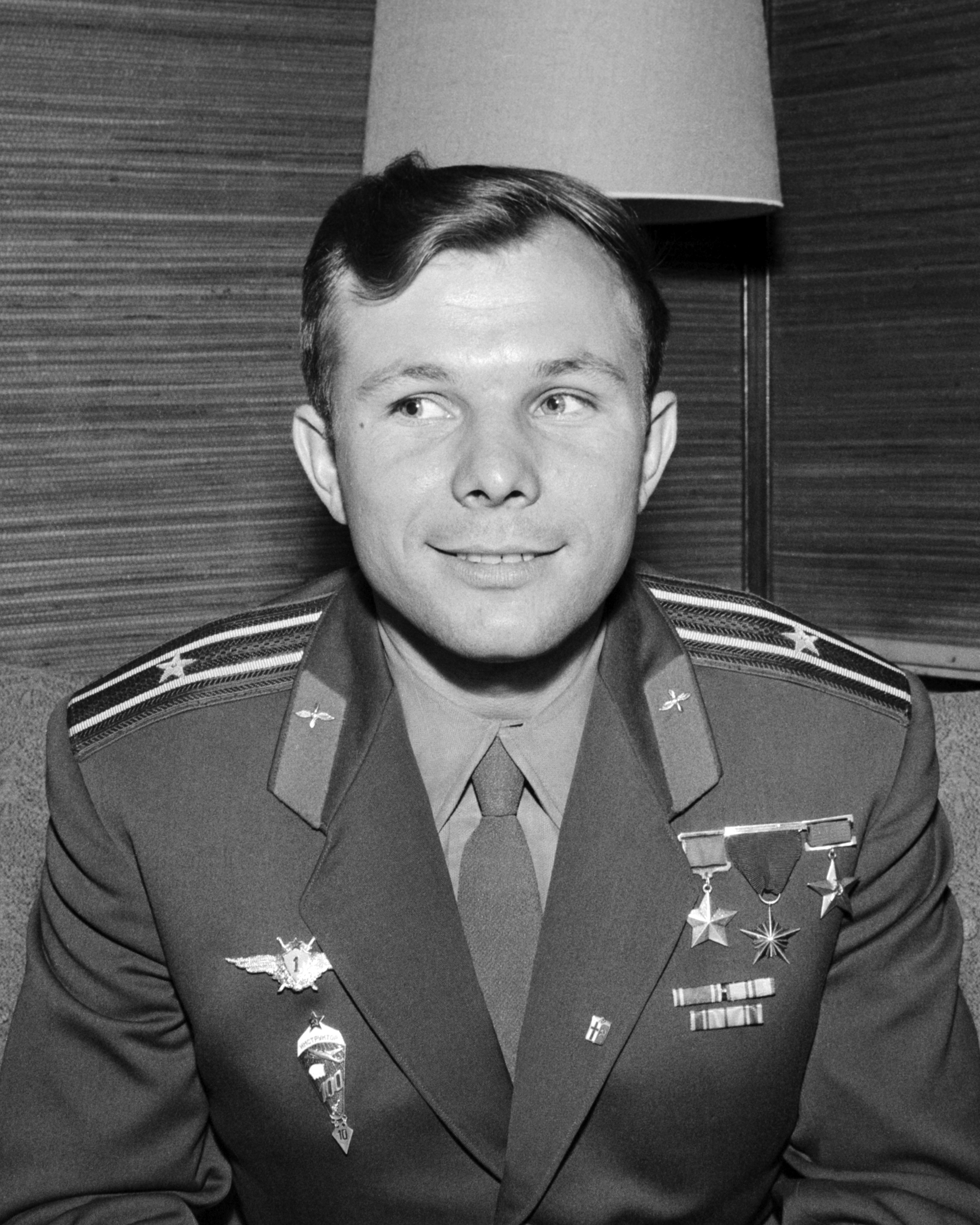
Iuri Gagarin, cosmonaut rus, primul om în spațiu

- 1879: Prințul Waldemar al Prusiei (n. 1868)
- 1898: Francisca a Braziliei, fiică a împăratului Pedro I al Braziliei (n. 1824)
- 1923: James Dewar, chimist, inventator și fizician scoțian (n. 1842)
- 1927: Alexandru Bădărău, politician și publicist român (n. 1859)
- 1952: Ion Alexandru Bassarabescu, scriitor român (n. 1870)
- 1967: Jaroslav Heyrovský, chimist ceh, laureat Nobel (n. 1890)
- 1968: Iuri Gagarin, cosmonaut rus, primul om în spațiu (n. 1934)
- 1973: Mihail Kalatozov, regizor rus (n. 1903)
- 1981: Mao Dun, scriitor chinez (n. 1895)
- 1985: Pompiliu Marcea, critic și istoric literar (n. 1928)
- 2002: Billy Wilder (Samuel Wilder), regizor, laureat a șase premii Oscar (n. 1906)
- 2008: George-Mihail Pruteanu, lingvist, eseist și politician român (n. 1947)
- 2014: Augustin Deleanu, fotbalist român (n. 1944)
- 2017: Marin Gherasim, pictor român (n. 1937)
- 2018: Stéphane Audran, actriță franceză de film și televiziune (n. 1932)
- 2018: Aimée Iacobescu, actriță română (n. 1946)
- 2019: Valeri Bîkovski, cosmonaut sovietic (n. 1934)

## Sărbători
- Ziua solidarității artiștilor
- Ziua Mondială a Teatrului